# Prilezhaev反应
Prilezhaev反应，又称Prileschajew反应或Prilezhaev环氧化反应，为烯烃与过氧酸形成环氧化物的化学反应。该反应由尼古拉·普里列扎耶夫（Nikolai Prilezhaev）于1909年首次报告，并因此得名。该反应常用的过氧酸为间氯过氧苯甲酸（m-CPBA），因其性质相对稳定，且在大多数有机溶剂中有较好的溶解度。如下所示的反应实例中，mCBPA使反-2-丁烯环氧化，得到反-2,3-环氧丁烷：
该反应有高度立体专一性，C=C双键的立体异构通常可以完全保真地在环氧化物中得以保持。所以反式烯烃仅会形成反式环氧化物（如上例所示），而顺式烯烃只会产生顺式环氧化物。这种立体专一性是协同反应机理的结果，具体如下所述。 

## 反应机理

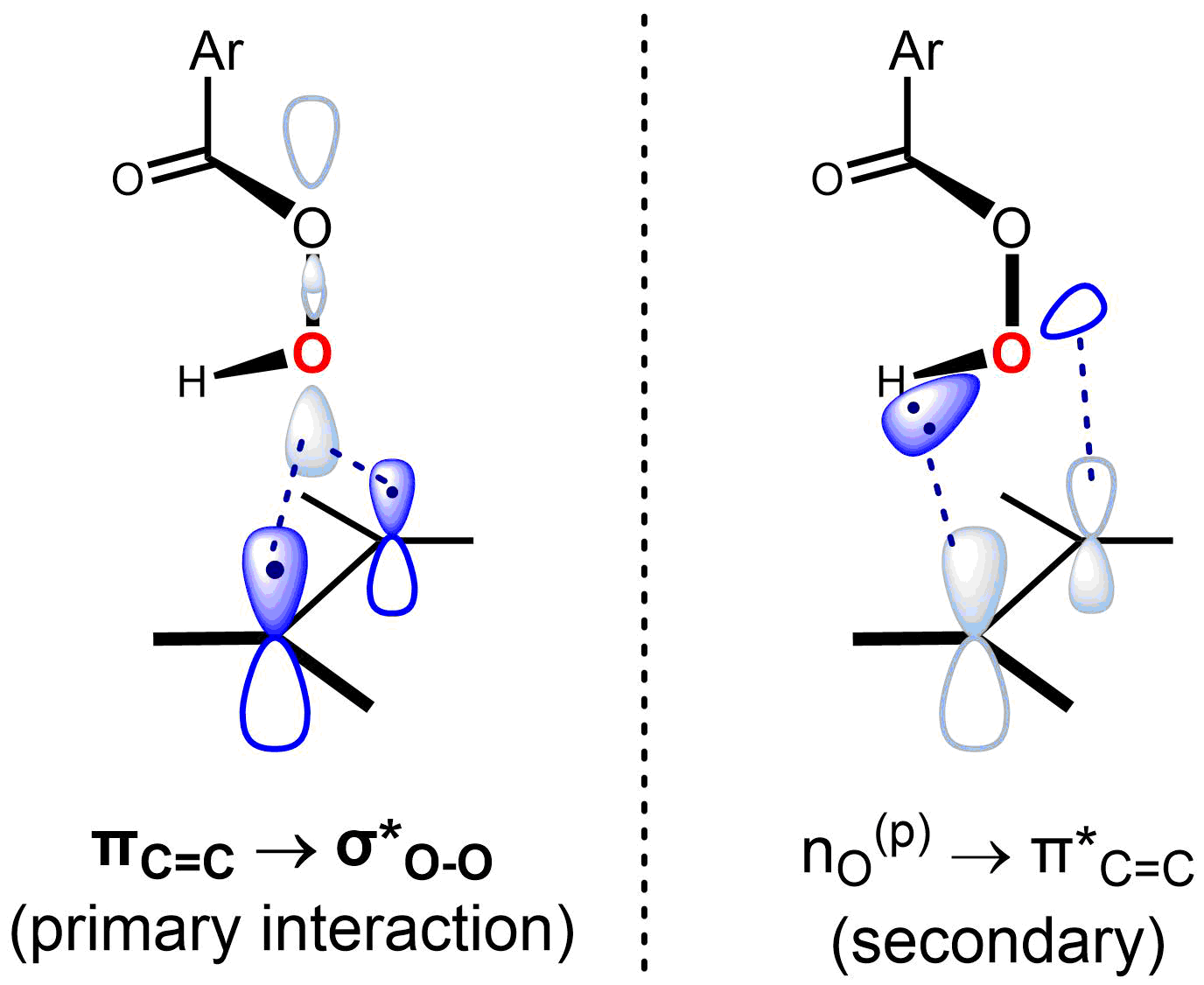
Prilezhaev反应涉及的前线轨道相互作用

目前普遍承认的Prilezhaev反应机理为Paul Bartlett首先提出的“蝴蝶机理”。在该机理中，过氧酸在反应过渡态中形成分子内氢键。尽管在两个方向上都存在前线轨道轨道相互作用，但过氧酸通常被视为亲电体，而烯烃则被视为亲核体。可以印证这一规律的是，C=C双键上的电子云密度越大，环氧化反应的速率通常越快。例如，随着烯烃上取代的甲基数量增加，环氧化反应的相对速率变化如下：乙烯（1，无甲基）<丙烯（24，一个甲基）<顺-2-丁烯（500，两个甲基）<2-甲基-2-丁烯（6500，三个甲基）<2,3-二甲基-2-丁烯（>6500，四个甲基）。甲基的超共轭效应增加了双键的电子密度，导致了环氧化反应的速率变化。 
Prilezhaev反应属协同反应机理，具有同步（或近同步）的过渡态。在“蝴蝶机理”的过渡态构型中，过氧酸所在平面将烯烃所在平面一分为二，过氧O-O键垂直于烯烃双键。这种构象使关键的前线轨道相互作用得以进行。其中主导性的相互作用为占据的πC=C轨道（HOMO）和未占的σ*O-O轨道（LUMO）间的相互作用，该相互作用可解释反应中烯烃的亲核性与过氧酸的亲电性。反应的次要相互作用为垂直于过氧酸平面的孤对电子轨道nO(p)（HOMO）与未占据的π*C=C轨道（LUMO）之间的相互作用。根据Anslyn & Dougherty (2006，第556頁)，环氧化反应的机理可以表示如下：
Prilezhaev反应速率与溶剂的选择极度相关。

## 注解
注释
1. ↑  大多数教科书仅使用四个箭头来描述反应机理，O-H键被用作形成第二个C-O键的电子源。尽管这种描述在形式上是正确的，但根据反应涉及的前线轨道相互作用的讨论，最好将氧原子上的孤对电子作为该C-O键的电子源，即多添加一个箭头。Anslyn & Dougherty (2006，第556頁)使用这一额外箭头的推动来描述Prilezhaev反应的机理，并讨论了使用正确的电子来源的问题（Anslyn & Dougherty 2006，第1061-1074頁）。

引用
1. ↑  Li, Jie Jack; Corey, E. J. . . Wiley-Interscience. 2007: 274–281. ISBN 9780470176504.
2. ↑  Prileschajew, Nikolaj.  [有机氧化物对未饱和化合物的氧化反应]. Berichte der deutschen chemischen Gesellschaft. 1909, 42 (4): 4811–4815  [2019-10-03]. doi:10.1002/cber.190904204100. （原始内容存档于2019-10-03） （德语）.
3. ↑  Kürti, László; Czakó, Barbara. . Elsevier Academic Press. 2005: 362. ISBN 978-0124297852.
4. ↑  Vollhardt, K. Peter C.; Schore, Neil Eric.  6th. New York: W.H. Freeman. 2011. ISBN 9781429204941. OCLC 422757611.
5. ↑  Bartlett, Paul D. . Record of Chemical Progress. 1950, 11: 47–51.
6. ↑  Singleton, Daniel A.; Merrigan, Steven R.; Liu, Jian; Houk, Kendall N. . Journal of the American Chemical Society. 1997, 119 (14): 3385–3386. doi:10.1021/ja963656u.
7. ↑  Evans, David A.  (PDF). Harvard Department of Chemistry and Chemical Biology. 2007  [2018-12-27].
8. ↑  Anslyn, Eric V.; Dougherty, Dennis A. . . University Science Books. 2006: 555–556. ISBN 9781891389313.
9. ↑  Dryuk, V. G. . Tetrahedron. 1976, 32 (23): 2855–2866. doi:10.1016/0040-4020(76)80137-8.